# Rutilus rutilus
El rutilo (Rutilus rutilus) es un pez de agua dulce y agua salobre de la familia de los ciprínidos, nativo de la mayor parte de Europa y Asia occidental. Típicamente es un pez pequeño, alcanzando los 35 cm de longitud, raramente llega a 45 cm, y pesa hasta 1 kg, pocas veces llega a 1,8 kg. Es muy común y suele apreciarse su consumo como alimento.
- Descripción: tiene una cola alargada con escamas plateadas.
- Hábitat: se encuentra a menudo en aguas corrientes, el rutilo prefiere profundidades de 2 a 3 m; también puede encontrarse en aguas tranquilas, lagos y embalses. En España se puede encontrar puntualmente en lagos y embalses de Cataluña, ha sido introducido por pescadores.
- Comportamiento: es un pez gregario que vive en bancos;los más grandes los mantienen algo apartados del resto.
- Alimentación: pequeños moluscos, insectos larvas, gusanos anélidos, musgo, algas e insectos de la superficie.
- Reproducción: de abril a junio o julio, cuando la temperatura del agua es de al menos 12 °C, la hembra deposita de 50.000 a 100.000 huevos. El rutilo crece lentamente durante un período de 2 a 3 años.

El rutilo posee un exoesqueleto no queratinoso de varias capas y de unos 100 μm de grosor, está formado por células conectivas. Esta epidermis no tiene glándulas, pero sí hay células glandulares que segregan un moco que protege las escamas del pez. Las escamas protegen al rutilo como un exoesqueleto.
Tiene una cabeza con dos ojos, orificios nasales ciegos (sin salida en uno de los lados) que no se abren hacia la boca como los de otros peces. El rutilo también tiene una «línea lateral» a lo largo del costado, que va desde un extremo al otro de su cuerpo. Esta línea de escamas especiales está equipada con agujeros que conectan la parte externa del cuerpo con el sistema nervioso, permitiéndole detectar movimientos cercanos recogiendo las pequeñas variaciones de las longitudes de onda largas en el agua, causadas por movimientos de otras criaturas.
El rutilo tiene una forma hidrodinámica, siendo cuatro veces más largo que ancho. Se notan dos tipos de aletas:
- aletas desparejadas, incluyen las aletas dorsal y caudal.
- aletas emparejadas, que forman pares simétricos, incluyen aletas pélvicas en la parte trasera y aletas pectorales en la delantera.

Las primeras le dan al pez estabilidad en el agua. Las segundas se usan para orientación.

## Sistemas corporales

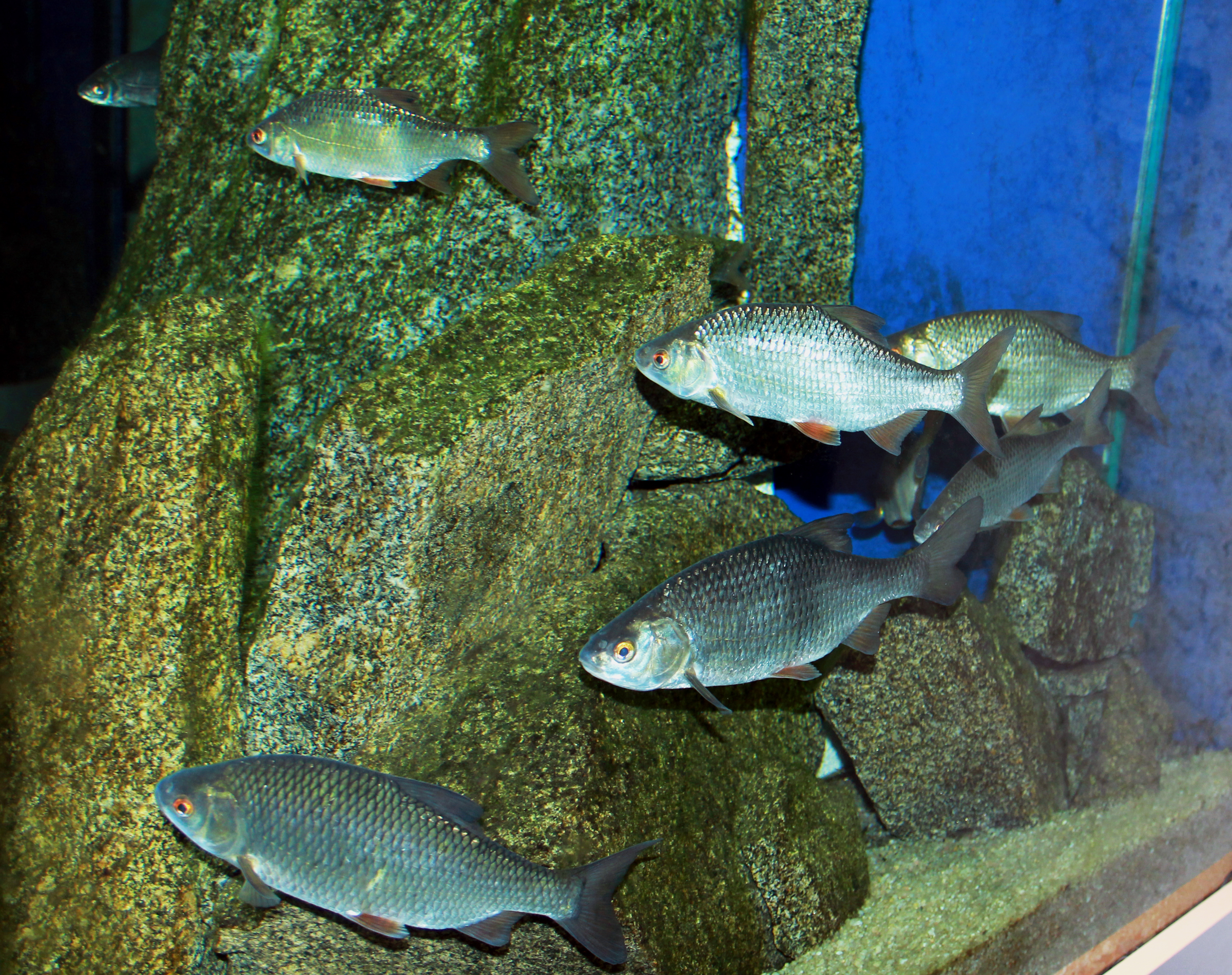
On exhibition Subaqueous Vltava in Prague

El rutilo tiene cuatro pares de agallas dispuestas en ambos lados que tienen un vello cuya función es mantener fuera las partículas extrañas. Las agallas forman una disposición en V. también hay unas aberturas en las agallas que se usan como superficie de intercambio para extraer el oxígeno del agua.
El corazón se encuentra junto a las agallas, lo que permite que la sangre sea bombeada a través de las agallas con una presión considerable. El sistema circulatorio es en otros aspectos bastante simple. La sangre desoxigenada atraviesa el corazón sólo una vez.

## Pesca
La pesca del rutilo en la isla de Gran Bretaña es relativamente fácil porque la especie se encuentra en la mayor parte de los ríos, lagos y estanques del país. Los individuos más grandes tienden a ser particularmente evasivos, pero los más pequeños son fáciles de capturar con una caña relativamente ligera y un cebo como el maggot (larvas de mosca) o gusanos. También atrapan cebos como el maíz y pueden ser atrapados de distintas maneras. Los únicos límites son el tamaño del cebo. 
Los demasiado grandes suelen ser evitados por el rutilo porque no los pueden tragar.

## Carácter invasor en España
Debido a su potencial colonizador y constituir una amenaza grave para las especies autóctonas, los hábitats o los ecosistemas, esta especie ha sido incluida en el Catálogo Español de Especies Exóticas Invasoras, aprobado por Real Decreto 630/2013, de 2 de agosto, estando prohibida en España su introducción en el medio natural, posesión, transporte, tráfico y comercio.